# Maidstone
Maidstone je hlavní město anglického hrabství Kent. Leží na soutoku řek Len a Medway 60 km jihovýchodně od Londýna. Vlastní město má okolo 110 000 obyvatel a stejnojmenný okres 160 000 obyvatel.

## Historie
Název je odvozován od saského výrazu de maeides stana (dívčí kámen). Maidstone bylo od desátého století majetkem arcibiskupů z Canterbury a roku 1261 obdrželo městská práva. Nedaleko se nachází Penenden Heath, známé ve středověku jako místo soudních shromáždění, které hrálo důležitou roli v rolnickém povstání roku 1381.
Maidstone proslulo také nálezem fosilie iguanodona zvaného Iggy v roce 1834. Ornitopodní dinosaurus je proto vyobrazen i v městském znaku.

## Ekonomika
Město leží v úrodné oblasti zvané Zahrada Anglie, kde se pěstuje chmel, ovoce a lískové ořechy. Významná je rovněž těžba stavebního kamene, potravinářský a papírenský průmysl, sídlí zde firma KEF vyrábějící zesilovače. V centru se nachází nákupní zóna Fremlin Walk. Město má řadu památek, jako je chrám Všech svatých, radnice nebo arcibiskupský palác. Nedaleko leží proslulý Leeds Castle.

## Sport
Sídlí zde fotbalový klub Maidstone United FC.

## Rodáci
- William Hazlitt (1778-1830), literární historik a kritik, esejista, novinář a malíř
- John Gribbin (* 1946), astrofyzik
- Guy Fletcher (* 1960), hudebník
- Ashley Revell (* 1972), anglický hazardní hráč a podnikatel
- Tom Riley (* 1981), herec

## Partnerská města
- Beauvais